# Limena
Limena este o comună din provincia Padova, regiunea Veneto, Italia, cu o populație de 7744 locuitori și o suprafață de 15,16 km².

## Demografie
Limena - evoluția demografică

|  | Graficele sunt indisponibile din cauza unor probleme tehnice. Mai multe informații se găsesc la Phabricator și la wiki-ul MediaWiki. |

Date: Recensăminte sau birourile de statistică - grafică realizată de Wikipedia